# Фесенко, Александр Ксенофонтович
Фесенко Александр Ксенофонтович (1885, Киевская губерния — 9 апреля 1938, Киев) — советский партийный деятель, ответственный секретарь Могилёв-Подольского, Проскуровского и Мелитопольского окружных комитетов КП(б) Украины. Кандидат в члены ЦК КП(б) Украины (1927—1930). Один из организаторов Красной гвардии на Криворожье.

## Биография
Родился в 1885 году в Киевской губернии.
В начале 1904 года начал работать на Донецком руднике в Кривом Роге. Член РСДРП с 1904 года. В 1905 году организовал вокруг себя рабочих рудника и создал ячейку РСДРП. После революции 1905 года был вынужден скрываться от преследования полиции в Донбассе.
В 1917 году вернулся в Кривой Рог. Организовывал отряды Красной гвардии на Криворожье. В ноябре 1917 года избран членом Криворожского совета рабочих, солдатских и крестьянских депутатов, был председателем продовольственной комиссии.
В январе 1918 года участвовал в вооружённом восстании за власть Советов в местечке Кривой Рог. В 1918 году — один из руководителей подпольной большевистской группы на Ростковском руднике Кривбасса. В июле 1918 года был арестован гетманской контрразведкой и отправлен в Екатеринослав. В конце 1918 года вышел на свободу и уехал в Орёл.
В 1919 году, на 1-м уездном съезде советов, был избран Председателем исполнительного комитета Криворожского уездного совета Екатеринославской губернии, председатель Криворожского революционного комитета. В 1919—1920 годах — председатель Криворожского уездного бюро профсоюзов, председатель Криворожскоо уездного совета народного хозяйства. Секретарь по борьбе с бандитизмом. В 1923—1925 годах — на партийной работе в Кривом Роге.
В 1924—1925 годах — ответственный секретарь Могилёв-Подольского окружного комитета КП(б) Украины.
В 1925—1927 годах — ответственный секретарь Проскуровского окружного комитета КП(б) Украины.
В 1927—1928 годах — ответственный секретарь Мелитопольского окружного комитета КП(б) Украины.
Кандидат в члены ЦК КП(б) Украины с 29 ноября 1927 года по 5 июня 1930 года.
В 1927—1934 годах — заместитель Председателя Всеукраинский ЦК малоимущих крестьян. В 1934 году — на руководящей работе в Народном комиссариате земледелия Украинской ССР.
В 1937 году арестован органами НКВД. 19 апреля 1938 года приговорён к смертной казни. Реабилитирован в 1956 году.
Делегат XIII (1924), XIV (1925) съезда РКП(б), XV съезда ВКП(б) (1927), КП(б) Украины, всесоюзных и всеукраинских съездов советов. Делегат XV конференции ВКП(б) (1926).

## Память
- До 2016 года именем была названа улица в Кривом Роге[6];
- Памятная доска в Кривом Роге[7].